# Toni Khoury
Toni Khoury  (* 26. September 1935) ist ein libanesischer Sportfunktionär.

## Allgemeines
Toni Khoury ist Inhaber eines Ingenieurunternehmens. Für das Nationale Olympische Komitee des Libanon war er 1988 bis 1996 als Präsident und von 1996 bis 2008 als Vizepräsident tätig. Er begleitete libanesische Mannschaften zu insgesamt elf Olympischen Spielen. Bei den Sommerspielen 1964, 1968 und 1972 war er als Funktionär dabei, bei den Spielen 1976, 1984 und 1988 als Chef de Mission. Bei den Winterspielen 1988 und 1994 sowie bei den Sommerspielen 1992, 1996 und 2000 war er Delegationsleiter. Bei den Asienspielen 1982, 1986, 1990 und 1994 war er Chef de Mission. Delegationsleiter war er bei den Asienspielen 1998 sowie bei den Mittelmeerspielen 1983, 1987, 1991, 1993, 1997 und 2001. Seit 2005 ist er Sprecher der World Taekwondo Federation.

## IOC-Mitgliedschaft
1995 wurde Toni Khoury zum IOC-Mitglied gewählt. 2015 endete seine Mitgliedschaft aus Altersgründen, seitdem ist er Ehrenmitglied.

## Auszeichnungen
- 1972: Ritter der Ehrenlegion
- 1986: Olympischer Orden
- 1986: Offizier der Ehrenlegion
- 1998: Großoffizier der Ehrenlegion
- 2010: Orden vom Kreuz des Südens